# Joseph Kellerhoven
Joseph Kellerhoven, Taufname Joseph Willibald Kellerhoven (*  27. April 1789 in  Mannheim; † 18. Juni 1849 in Speyer) war ein deutscher Maler, Sohn des berühmteren Moritz Kellerhoven.

## Leben

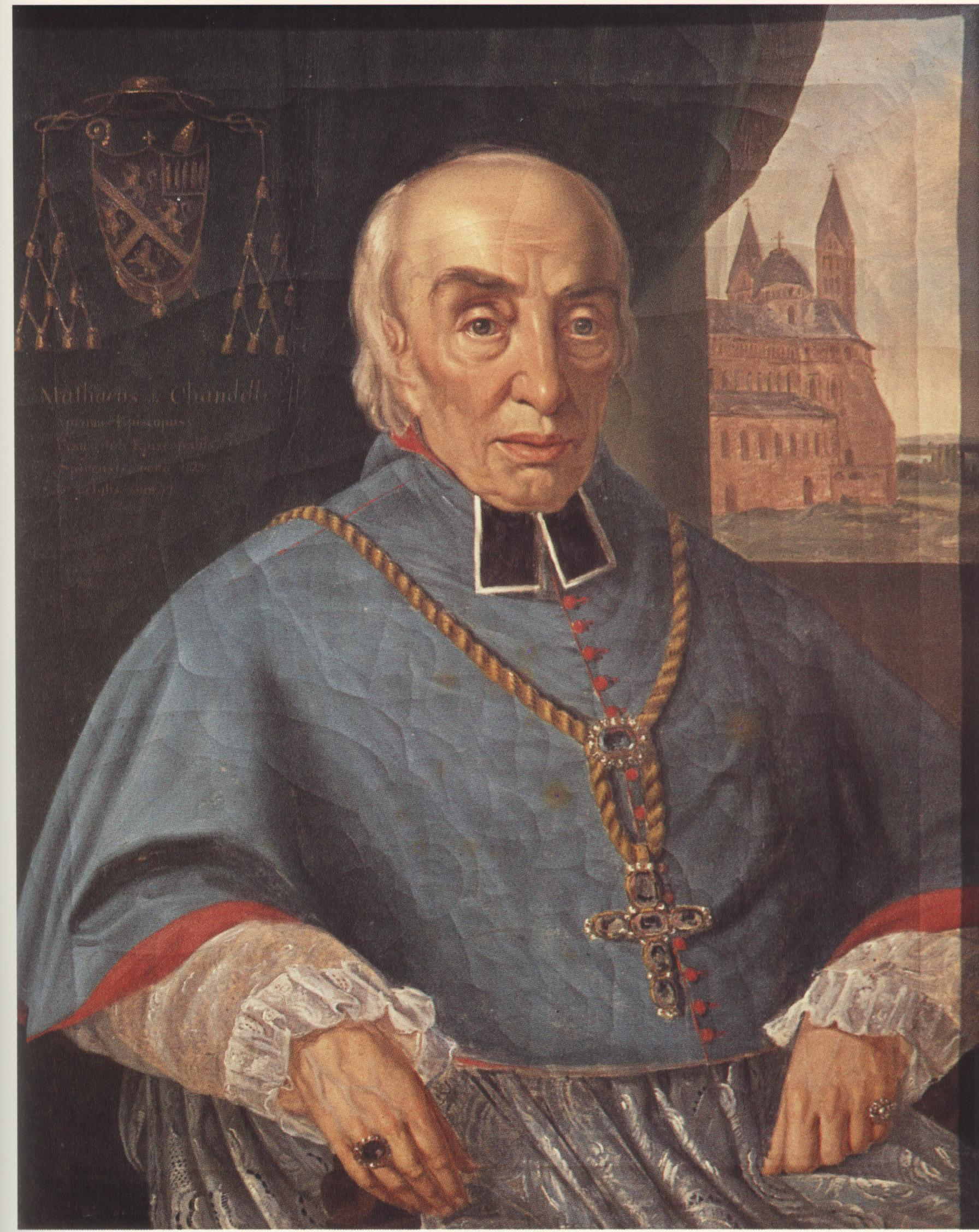
Bischof Matthäus Georg von Chandelle, gemalt von Joseph Kellerhoven.

Joseph Kellerhoven wurde als Sohn des Bayerischen Hofmalers Moritz Kellerhoven in Mannheim geboren. Er wuchs in München auf, wo der Vater hauptsächlich als gefragter Porträtmaler arbeitete und 1808 zum ersten Professor der Akademie der Bildenden Künste avancierte.
1809 trat Joseph Kellerhoven als Eleve in die Münchner Kunstakademie, Abteilung Historienmalerei, ein. Die Malerei erlernte er hauptsächlich vom Vater. Neben diesem unterrichteten dort zu jener Zeit Robert von Langer, Sohn des Akademiedirektors Johann Peter von Langer, sowie Joseph Hauber, Andreas Seidl und Johann Georg von Dillis.
Bei der Münchner Kunstausstellung 1814 führte Joseph Kellerhoven erstmals eigene Arbeiten einem größeren Publikum vor. Es waren dies:  „Männliches Porträt“ ,  „Schweizer Mädchen“  und  „Christus bricht das Brot“ .
1818 zog Kellerhoven ins pfälzische Speyer, wo er eine Stelle als Zeichenlehrer am königlichen Gymnasium annahm. Am 1. Januar 1819 trat er sein neues Amt an. 1825 eröffnete die Stadt eine Baugewerbeschule, an der man Kellerhoven höher besoldet in der gleichen Funktion anstellte. Bereits vor der Übersiedlung hatte der Maler Friedericke Feiler aus Berlin, Tochter des preußischen Kriegsrates Friedrich Feiler, geheiratet. Der Ehe entsprangen zwei Söhne, die beide im Kindesalter starben; bei einem fungierte der spätere Kardinal Johann Jakob von Geissel 1822 als Taufpate. Friedericke Kellerhoven, geb. Feiler, starb schon am 31. Mai 1827, mit 29 Jahren, in Speyer. Seit 1839 wirkte der Maler als Kunstlehrer am neu gegründeten katholischen Schullehrerseminar der Stadt. Am 11. November 1840 verheiratete sich Joseph Kellerhoven in zweiter Ehe mit Elisabeth Werner, Tochter des Gutsbesitzers Peter Werner, aus Oberingelheim; die Ehe blieb kinderlos.
Konrad Reither, der spätere Speyerer Bischof, berichtete 1864, in seiner Festschrift zum 25-jährigen Jubiläum des katholischen Schullehrerseminars, über Kellerhovens tragisches Ende:

„Am 29. September 1842 wurde der Zeichnungslehrer Kellerhoven von einem Schlagfluß getroffen und so gelähmt, daß er seine Funktionen fortan nicht mehr übernehmen konnte. Noch fast 7 Jahre führte er, von seinem treuen, braven Weibe musterhaft gepflegt, ein Leben des Leidens und starb, gewiß nicht ohne inneren Gewinn, den er aus dieser Prüfungszeit empfangen, ergeben in den Willen des Herrn, am 18. Juni 1849.“

Joseph Kellerhoven wurde auf dem katholischen Teil des alten Friedhofs in Speyer beigesetzt.

## Werk

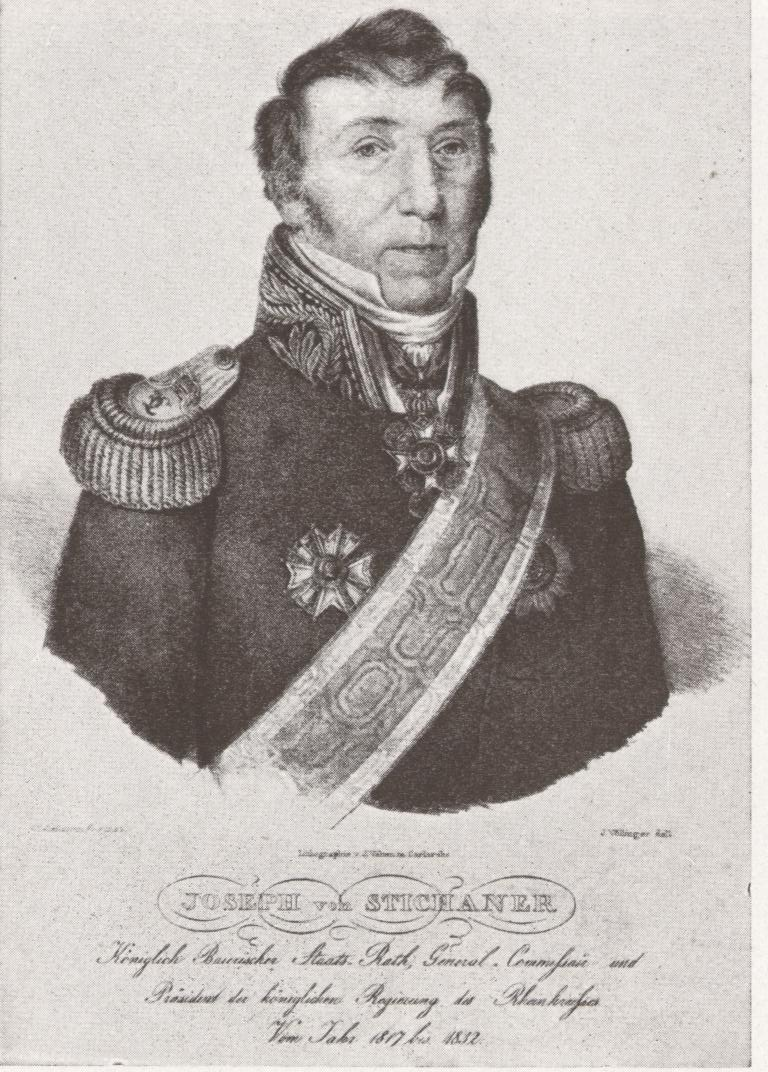
Joseph von Stichaner, Lithografie nach dem Gemälde von Joseph Kellerhoven

Neben religiösen Gemälden fertigte Joseph Kellerhoven hauptsächlich qualitätvolle Porträts, die an den Stil seines Vaters erinnern. Das bekannteste davon, ein Porträt des ersten neuzeitlichen Speyerer Bischofs Matthäus Georg von Chandelle, befindet sich heute im Bischöflichen Ordinariat zu Speyer. Ebenso porträtierte er dessen Nachfolger Johann Martin Manl und Peter von Richarz, aber auch Regierungspräsident Joseph von Stichaner und viele andere lokale Größen. Meist wurden diese Porträts von anderen Künstlern als Lithografien vervielfältigt, das von Regierungspräsident Stichaner z. B. von J. Velten in Karlsruhe. Es ist von Joseph Kellerhoven auch eine Darstellung des Speyerer Domes von Nordosten erhalten (Historisches Museum der Pfalz, Speyer). Ein Altarbild „Christus am Kreuze“, für die katholische Pfarrkirche von Otterstadt bei Speyer ist verschollen.
Bischof Reither urteilt folgendermaßen über die Kunst Kellerhovens:

„Er war ein Maler, gebildet in der Münchner Schule und als solcher ein Künstler, der in manchem artigen Ölbilde höhere Auffassung, feinen Farbensinn und geübte Technik an den Tag legte. Als Zeichner war er sehr gewandt und gab den Zeichenunterricht nach den Forderungen wie man sie damals stellte, ganz vortrefflich.“